# Oryctanthus tehuacacensis
Oryctanthus tehuacacensis là một loài thực vật có hoa trong họ Loranthaceae. Loài này được (Oliv.) Engl. mô tả khoa học đầu tiên năm 1897.